# A.S.P. Air Strike Patrol
A.S.P.: Air Strike Patrol é um jogo desenvolvido pela SETA para o SNES em 1995. Foi adaptado para o mercado europeu, pela desenvolvedora de jogos System 3 e lançado com o nome Desert Fighter, no mesmo ano.
O jogo é um pouco baseado na Guerra do Golfo que aconteceu no início dos anos 1990s. Como um piloto na Air Strike Patrol, o objetivo do jogador é impedir Zarak de invadir o Sweit. O jogo é muito similar ao Desert Strike.